# Bohalu
Bohalu is een bestuurslaag in het regentschap Nias Selatan van de provincie Noord-Sumatra, Indonesië. Bohalu telt 995 inwoners (volkstelling 2010).